# Wapen van Hoenkoop

Wapen van Hoenkoop

Het wapen van Hoenkoop werd op 5 september 1891 door de Hoge Raad van Adel aan de Utrechtse gemeente Hoenkoop verleend. Op 1 juli 1971 ging Hoenkoop op in de gemeente Oudewater. Het wapen van Hoenkoop is daardoor komen te vervallen als gemeentewapen. 

## Blazoenering
De blazoenering van het wapen luidde als volgt:
Van goud, beladen met 2 dubbel getinneerde dwarsbalken van sabel, vergezeld in het schildhoofd van drie vogels (hoenders) van sabel. Het schild omgeven door het randschrift "Gemeentebestuur van Hoenkoop"
De heraldische kleuren zijn goud (goud of geel) en sabel (zwart).

## Verklaring
Het wapen is afgeleid van het wapen van de heerlijkheid Hoenkoop. Bij de aanvraag kwam de toenmalige gemeente met een ontwerp met alleen hoenders. De Hoge Raad van Adel accepteerde dit niet en kwam met een tegenvoorstel gebaseerd op het oude heerlijkheidswapen. Dat wapen werd als volgt omschreven: van goud, beladen met een dwarsbalk van zilver, verzeld van drie vogels van sabel, in het schildhoofd en de schildvoet een dubbel getinneerde dwarsbalk van sabel. In het wapen van Hoenkoop verdween dus de zwarten dwarsbalk en werden de hoenders bovenaan geplaatst. De gemeente ging hiermee akkoord.
Abcoude
· Abcoude-Baambrugge
· Abcoude-Proostdij
· Achttienhoven
· Amerongen
· Benschop
· Breukelen
· Breukelen-Nijenrode
· Breukelen-Sint Pieters
· Bunnik
· Cothen
· Darthuizen
· De Vuursche
· Doorn
· Driebergen
· Driebergen-Rijsenburg
· Everdingen
· Haarzuilens
· Hagestein
· Harmelen
· Hoenkoop
· Hoogland
· Houten
· Indijk
· Jaarsveld
· Jutphaas
· Kamerik
· Kockengen
· Langbroek
· Leersum
· Linschoten
· Loenen
· Loenersloot
· Loosdrecht
· Maarn
· Maarssen
· Maarsseveen
· Maartensdijk
· Mijdrecht
· Nigtevecht
· Noord-Polsbroek
· Odijk
· Oudenrijn
· Polsbroek
· Rijsenburg
· Ruwiel
· Schalkwijk
· Snelrewaard
· Sterkenburg
· Stoutenburg
· Tienhoven
· Vianen 
· Vinkeveen
· Vinkeveen en Waverveen
· Vleuten
· Vleuten-De Meern
· Vreeland
· Vreeswijk
· Waarder
· Waverveen
· Werkhoven
· Westbroek
· Willeskop
· Willige Langerak
· Wilnis
· Zegveld
· Zuilen
· Zuid-Polsbroek